# SMN
SMN株式会社（エス・エム・エヌ、英: SMN Corporation）は、ソニーグループのインターネット広告会社である。ソニーネットワークコミュニケーションズの子会社で、ソニーグループの孫会社にあたる。
2019年10月1日、ソネット・メディア・ネットワークス株式会社（英称：So-net Media Networks Co.,Ltd.）より商号変更した。

## 沿革
- 2000年（平成12年）3月 - 消費者金融の株式会社ニッシン（現・NISグループ）の完全子会社として、ウェッブキャッシング・ドットコム株式会社が設立[2]。
- 2002年（平成14年）11月 - 株式会社アイ・シー・エフ（のちの株式会社オーベン）が完全子会社化[2]。
- 2004年（平成16年）3月 - ライブドア（旧・株式会社エッジ）が完全子会社化[2]。
- 2005年（平成17年）9月 - ライブドアマーケティング（のちにメディアイノベーションに社名変更）が子会社化[2]。
- 2006年（平成18年）1月 - ライブドア事件が発生。 ライブドアマーケティングの粉飾決算は事件の主要な嫌疑の1つになった。
- 2007年（平成19年）1月 - グループ会社の株式会社トラインと株式会社ライブドアビジネスソリューションズを吸収合併[2]。
- 2008年（平成20年）
  - 1月 - 株式会社メディアイノベーションからネットワークメディア事業を継承し、株式会社MIに商号変更[2]。この際、親会社からアドネットワークの「TrustClick」（旧・ValueClick）とアフィリエイトASPの「アフィリエイトパーク」等のメディア事業も同社へ移行したと思われる。
  - 7月 - ソネットエンタテインメント（現・ソニーネットワークコミュニケーションズ）の連結子会社（66.6%）となる[2]。
  - 9月 - ソネット・メディア・ネットワークス株式会社に商号変更[2]。
  - 11月 - ソネットエンタテインメントの完全子会社となる[2]。
- 2010年（平成22年）
  - 4月 - 連結子会社のアクイジションを吸収合併[3]。
  - 7月 - ソネットエンタテインメント株式会社の広告メディア事業を移管[2]。
- 2015年（平成27年）12月 - 東京証券取引所マザーズに上場。
- 2016年（平成28年）4月 - ソネット・メディア・トレーディング株式会社（現・SMT）を設立。
- 2018年（平成30年）8月 - 株式会社ゼータ・ブリッジを子会社化。
- 2019年（平成31年/令和元年）
  - 3月 - 東京証券取引所第1部へ市場変更[4]。
  - 8月 - 株式会社ASAを子会社化。
  - 9月 - ネクスジェンデジタル株式会社を設立。
  - 10月 - SMN株式会社に商号変更。
- 2020年（令和2年）10月 - SMNメディアデザイン株式会社を設立。
- 2021年（令和3年）3月 - ルビー・グループ株式会社を子会社化。
- 2023年（令和5年）10月 - 東京証券取引所スタンダード市場へ市場変更。

## 運営サービス
Logicad
2012年に開始したDSPサービスと広告配信最適化エンジンの提供事業。内製でのシステムインフラの開発、担当者のよる広告運用へのサポートを特徴とする。
VALIS-Cockpit
AIとヒューマンリソースを融合したマーケティングソリューション。

### VALIS-CPX
人工知能による完全自動運用を実現した成果報酬型DSP。
TVBridge (Connected TV Data Bridge)
国内最大級のテレビ視聴データを活用し、ターゲット選定、広告配信、効果計測・分析、リプランニングまでをワンストップで実現するマーケティングソリューション。

### So-net広告掲載
So-netのポータルサイトへの広告掲載サービス。
SCAN
成果報酬型クローズドアフィリエイトサービス。
Gガイド.テレビ王国
テレビ番組表サービス。2020年8月1日からソニーネットワークコミュニケーションズ株式会社の事業を引き継ぐ。

## 運営を終了したサービス
トラストクリック (TrustClick)
バリュークリックジャパン（現・メディアイノベーション）が、1998年にスタートさせたバナー広告配信のアドネットワーク。広告はクリック保証型とインプレッション保証型のいずれかで配信され、ユーザーのクリック数に応じて広告掲載料が発生する。閲覧者数は約4,200万人（11年11月実績）以上だという。
ビジネスプレミアムネットワーク (BPN)
2009年に開始したアドネットワーク。「ロイター.co.jp」と「asahi.com」のほか、jiji.com、AFPBBNews、ダイヤモンドオンライン、東洋経済オンライン、プレジデントロイター、 CNN.co.jpなどにバーナー広告を配信している。閲覧者数3,000万人/月、ページビュー1億/月を公称する。
Dejavu
リターゲティング広告サービス。広告主のサイトを一度でも訪問したことのあるユーザーにだけ広告を配信し、サイトへの再訪を促進する。
CustomClick Plus!
クリック保証型バナー広告サービス。2013年3月末サービス終了。
逸品！通販市場
通販サイト。
ウェブキャッシング・ドットコム by So-net
消費者金融・カードローンの比較・申込サイト。
PubMatic
米国の最大手SSP事業者であるPubMatic社と共同で行うSSPサービス。
お笑いTVオンデマンド
オリジナルのお笑いネタ動画の政策及び著作権管理を行う株式会社メディアブレスト社、株式会社コンテンツリーグが提供・販売するDVDに収録されているコンテンツを配信している。